# Slobodan Praljak
Slobodan Praljak (Čapljina, 2. siječnja 1945. – Haag, 29. studenoga 2017.), bio je hrvatski filozof, sociolog, filmski redatelj i vojni zapovjednik, general-pukovnik Hrvatske vojske i Hrvatskoga vijeća obrane.
Bio je predstavnik Ministarstva obrane Republike Hrvatske u Hrvatskoj Republici Herceg-Bosni i Hrvatskom vijeću obrane i načelnik Glavnog stožera Hrvatskog vijeća obrane tijekom 1993. godine. Pravomoćno je osuđen na Međunarodnom sudu za ratne zločine počinjene na području bivše Jugoslavije.
Slobodan Praljak je izricanje drugostupanjske presude prekinuo ispijanjem bočice otrova u raspravnoj dvorani Haaškog suda za ratne zločine, uz uzvik da nije kriv.

## Životopis

### Rani život i školovanje
Sin Mirka Praljka, operativca OZNE odnosno UDBE, koji se istaknuo u lovu na škripare i hvatanju svih nepodobnih koji su bili u NDH, bilo kao vojnici. Time je kao dijete suočio se s ogromnom mržnjom mnogih preživjelih koji su imali svoju rodbinu, sinove, braću kao vojnike ili u kojoj drugoj strukturi NDH, koji su ubijeni u tim progonima, a osim njih tu su bila ubojstva civila, žena i djece.
Slobodan Praljak završio je tri fakulteta. Godine 1970. diplomirao je kao inženjer elektrotehnike na Elektrotehničkom fakultetu u Zagrebu, s prosjekom ocjena 4,5. Napisao je svoju tezu o korekciji kromatske slike električnog signala za televizijski rad. Godine 1971. diplomirao je na Filozofskom fakultetu u Zagrebu, filozofiju i sociologiju. Godine 1972. diplomirao je na Akademiji za kazalište, film i televiziju (danas Akademija dramske umjetnosti) u Zagrebu. Predavao je filozofiju i sociologiju.
Tijekom sedamdesetih i osamdesetih godina 20. stoljeća bio je kazališni redatelj u Zagrebu, Osijeku i Mostaru. Krajem 1980-ih bavio se i filmskom režijom, ponajviše dokumentarnih filmova.

### Filmografija
Slobodan Praljak režirao je filmove:
- Jegulje putuju u Sargaško more (1979.) – TV film
- Smrt psa (1980.) – dokumentarni film
- Povratak Katarine Kožul (1989.) – drama (za ovaj film Praljak je zajedno s Abdulahom Sidranom napisao također i scenarij)
- Sandžak (1990.) – dokumentarni film
- Duhan (1990.) – dokumentarni film

Režirao je i televizijsku seriju Blesan i tulipan (1976.), te TV dramu Novela od Stanca (1980.).

### Domovinski rat
Tijekom rata u Hrvatskoj i Bosni i Hercegovini bio je istaknut, ali i kontroverzan vojni zapovjednik. Na početku Domovinskog rata, 1991. godine, pristupio je dragovoljno oružanim snagama Republike Hrvatske. U rujnu 1991. godine kao dragovoljac otišao je u Sunju gdje je imenovan za zapovjednika obrane mjesta. Poslije odlazi u BiH, te je prilikom oslobođenja doline Neretve i Mostara bio jedan od ključnih zapovjednika oslobađanja u operaciji Lipanjske zore i kasnije promaknut je u čin general-bojnika. 
Tijekom 1992. i 1993. godine, radio je kao jedan od 14 članova vijeća nacionalne obrane Republike Hrvatske i član Hrvatskog državnog povjerenstva za odnose s UNPROFOR-om. Bio je visoki predstavnik ministarstva obrane Republike Hrvatske, a 13. svibnja 1993. godine imenovan je za predstavnika Ministarstva obrane Republike Hrvatske u Hrvatskoj Republici Herceg-Bosni i Hrvatskom vijeću obrane.
Od 24. srpnja do 8. rujna 1993. godine, general Slobodan Praljak je bio načelnik Glavnog stožera Hrvatskog vijeća obrane. Uz sve njegove dobre odluke, koje su pridonijele utvrđivanju crta obrane HVO-a prema Armiji BiH, osobito se ističe autoritativno propuštanje humanitarnog konvoja UNHCR-a za Mostar, koji je bio zaustavljen u Čitluku. U studenom 1993. godine, Praljak je došao u sukob sa zapovjednikom Kažnjeničke bojne HVO-a Mladenom Naletilićem "Tutom", što je rezultiralo Praljkovom smjenom s položaja načelnika Glavnog stožera HVO-a.
Dana 9. studenoga 1993. godine, srušen je Stari most u Mostaru, a većina svjetskih medija je za taj čin optužila Hrvatsko vijeće obrane na čelu sa Slobodanom Praljkom, kao načelnikom, iako je on razriješen dužnosti dan prije. Praljak je tvrdio kako je most srušen aktiviranjem eksplozivnog naboja postavljenoga na lijevoj obali Neretve, na kojoj je bila Armija Republike Bosne i Hercegovine.

### Optužnica
Slobodan Praljak se nalazio među šest hrvatskih političara i časnika iz Bosne i Hercegovine (hercegbosanska šestorka), koji su se dragovoljno odazvali pozivu na suđenje pred Međunarodnim sudom za ratne zločine počinjene na području bivše Jugoslavije zbog opužbe za ratne zločine u ratu u Bosni i Hercegovini. Zajedno s Jadrankom Prlićem, Milivojom Petkovićem, Brunom Stojićem, Valentinom Ćorićem i Berislavom Pušićem, optužen je od tužiteljstva Haškog suda po točkama optužnice koje uključuju zločine protiv čovječnosti po Ženevskoj konvenciji kršenja prava ratovanja.
Optužnica ih je teretila za sudjelovanje u udruženom zločinačkom pothvatu koji je navodno počeo 18. studenoga 1991. godine osnivanjem Hrvatske zajednice Herceg-Bosne i trajao do ožujka 1994. godine kada je Washingtonskim sporazumom prekinut Bošnjačko-hrvatski sukob i potpisano osnivanje Federacije Bosne i Hercegovine. U svom prvom iskazu pred Haškim sudom, 6. travnja 2004. godine, izjasnio se da po svim točkama optužnice nije kriv.

### Suđenje u Haagu
Hrvatski general Slobodan Praljak odlučio je preuzeti bitku za obranu pravde u Haagu. Od početka prepoznaje četrnaest glavnih ciljeva ove bitke: razvoj hrvatske državotvorne svijesti, odgovornost i djelotvornosti, jačanje dostojanstva hrvatskog naroda, provjera funkcioniranja hrvatske države, razotkrivanje funkcioniranja i dosega pravde na sudu u Haagu, informiranja odgovornih hrvatskih institucija i pojedinaca o obrani Bosne i Hercegovine, informiranje hrvatske i svjetske javnosti, prijenos odgovornosti mladima i budućnosti te vlastita obrana kao optuženog. Praljak je uz pomoć svojih suradnika iz ureda obrane počeo prikupljati informacije vezane uz odnos između Hrvatske i BiH tijekom ratnih godina i objavio 26 knjiga.
Na suđenju šestorici bivših političkih i vojnih čelnika Herceg-Bosne, optuženih u Haškom tribunalu, general Slobodan Praljak svjedočeći u svojoj obrani, iznio je mnoge tvrdnje, argumente i citate o ratnim događanjima u Hrvatskoj i u Bosni i Hercegovini. U obraćanju sucima, na kraju završnih riječi svoje obrane pred Haaškim sudom, poručio je da je njegova savjest čista i da zna da nije kriv za ratne zločine. Dana 29. svibnja 2013. godine nepravomoćnom je prvostupanjskom presudom osuđen na 20 godina zatvora.

### Smrt
Dana 29. studenoga 2017. na izricanju drugostupanjske presude u Haagu potvrđena je kazna iz prvostupanjske presude, iako je za Praljka presuđeno da nije kriv ni za jedan dio zločina za koje je osuđen u prvostupanjskoj presudi iz 2013. godine.
Nakon što je presuda izrečena, Praljak je rekao:
»Sudci, Slobodan Praljak nije ratni zločinac! S prijezirom odbacujem vašu presudu.«
i potom podigao fijalu otrova te ju ispio. Nakon nekoliko sati, umro je u bolnici u Haagu. Znatan dio javnosti u Hrvatskoj i BiH presudu je doživio kao nepravdu, a takvoj ocjeni pridružio se i hrvatski politički vrh.

## Knjige
Tijekom suđenja Praljak je izdao 26 knjiga s dokumentima iz Domovinskog rata i analizama rata u Bosni i Hercegovini. Ministarstvo kulture i Ministarstvo financija u vrijeme vlada Jadranke Kosor i Zorana Milanovića te je knjige proglasilo šundom na koje se plaća PDV te je 7. svibnja 2013. godine ovrhom nad njegovim računom naplaćeno 435 tisuća kuna.

## Nagrade i odličja
- 1995.: Red bana Jelačića[2]
- 2018.: Nagrada Ljubica Štefan. (posmrtno)[22]

## Srodni članci
| - Hrvatska vojska - Hrvatska Republika Herceg-Bosna - Hrvatsko vijeće obrane | - Bosanskohercegovački Hrvati u Ratu u Bosni i Hercegovini - Rat u Bosni i Hercegovini - Bošnjačko-hrvatski sukob |

## Unutarnje poveznice
| - Franjo Tuđman - Gojko Šušak - Mate Boban | - Ante Gotovina - Mladen Markač |

## Vanjske poveznice
|  | Wikizvor ima izvorni tekst Završna riječ generala Praljka |
|  | Wikizvor ima izvorna djela autora: Slobodan Praljak       |
|  | Wikicitati imaju zbirke citata o temi Slobodan Praljak    |

- Slobodan Praljak.com Arhivirana stranica generala Praljka, koja sadrži brojne dokumente, video-zapise, publikacije, svjedočenja...
  - Bibliografija